# ケイシー・コッチマン
ケイシー・ジョン・コッチマン（Casey John Kotchman, 1983年2月22日 - ）は、アメリカ合衆国フロリダ州セントピーターズバーグ出身の元プロ野球選手（一塁手）。左投左打。

## 経歴

### プロ入り前
父親はアナハイム・エンゼルス（現：ロサンゼルス・エンゼルス）で傘下マイナー球団監督やスカウトとして選手育成に携わってきており、そのためコッチマンも子供の頃からプロ野球選手に接する機会が多かった。
高校時代にはフロリダ州セミノールのセミノール高等学校野球部で活躍した。
2001年にはベースボール・アメリカ誌の「将来有望な高校生選手」部門1位に輝く。

### エンゼルス時代
2001年6月のMLBドラフト1巡目（全体13位）で父のいるエンゼルスから指名され、入団する。
2004年5月に、正一塁手ダリン・アースタッドが故障者リスト入りしたのを受けて、AA級アーカンソー・トラベラーズからメジャー昇格。同月9日にメジャーデビューを果たすと、メジャー初打席から48打席連続無三振を記録し、それまでの球団記録を21更新した。6月中旬までは正一塁手として先発出場していたが、アースタッド復帰後はマイナーに降格。ロースター枠が拡大した9月1日に再昇格し、代打や守備固めなどとしてシーズン終了まで10試合に出場した。
2005年は5月31日にメジャーへ昇格するも、7試合10打数で無安打と不振に陥り6月14日にマイナーへ戻される。しかし8月4日にメジャーへ復帰した後は40試合で打率.302・OPS.895と好成績を記録した。
2006年は開幕から正一塁手として出場していたが、伝染性単核球症に感染したことが発覚し5月に離脱。その後をリハビリに費やし、メジャーへは戻れないままシーズンを終えた。
2007年は137試合に出場。打撃成績のほぼ全てで自己最高を更新した。

### ブレーブス時代
2008年7月29日にスティーブン・マレクと共にマーク・テシェイラとのトレードで、アトランタ・ブレーブスへ移籍した。

### レッドソックス時代
2009年7月31日にアダム・ラローシュとのトレードで、ボストン・レッドソックスへ移籍した。

### マリナーズ時代
2010年1月7日にビル・ホール他1名とのトレードで、シアトル・マリナーズへ移籍した。6月3日のミネソタ・ツインズ戦において、一塁での2003連続守備機会無失策MLB記録を達成。さらには、6月20日のシンシナティ・レッズ戦において、一塁での239試合連続無失策MLB記録も達成。それまでレッドソックスのケビン・ユーキリスが保持していた2つのMLB記録を更新。
その後も記録を伸ばし続けたが、8月21日のニューヨーク・ヤンキース戦でカーティス・グランダーソンの放った強い打球を止めきれず後逸。失策が記録され、2008年6月20日のブレーブス戦から続いていた連続無失策MLB記録は274試合・2379守備機会で途切れた。

### レイズ時代
2011年1月18日にタンパベイ・レイズとマイナー契約を結び、一塁手としてのレギュラーの座を奪った。

### インディアンス時代
2012年1月3日にクリーブランド・インディアンスと1年契約を結ぶ。

### マーリンズ時代
2013年2月15日にマイアミ・マーリンズとマイナー契約を結んだ。8月26日に放出された。
2014年は所属球団が無かった。

### ロイヤルズ傘下時代
2015年2月15日にカンザスシティ・ロイヤルズとマイナー契約を結んだ。この年は傘下のAAA級オマハ・ストームチェイサーズでプレーし、90試合に出場して打率.290・7本塁打・44打点・1盗塁の成績を残した。6月30日に2015年パンアメリカン競技大会の男子野球アメリカ合衆国代表に選出されたことが発表され代表入りしている。同大会では決勝のカナダ戦でサヨナラ負けし、準優勝で銀メダルを獲得した。オフの11月7日にFAとなった。

### ブルージェイズ傘下時代
2015年11月23日にトロント・ブルージェイズとマイナー契約を結んだ。
2016年は傘下のAAA級バッファロー・バイソンズでプレーし、100試合に出場して打率.256・8本塁打・34打点・1盗塁の成績を残した。オフの11月7日にFAとなった。

## 詳細情報

### 年度別打撃成績
| 年 度      | 球 団      | 試 合 | 打 席 | 打 数 | 得 点 | 安 打 | 二 塁 打 | 三 塁 打 | 本 塁 打 | 塁 打 | 打 点 | 盗 塁 | 盗 塁 死 | 犠 打 | 犠 飛 | 四 球 | 敬 遠 | 死 球 | 三 振 | 併 殺 打 | 打 率 | 出 塁 率 | 長 打 率 | O P S |
| ---------- | ---------- | ----- | ----- | ----- | ----- | ----- | -------- | -------- | -------- | ----- | ----- | ----- | -------- | ----- | ----- | ----- | ----- | ----- | ----- | -------- | ----- | -------- | -------- | ----- |
| 2004       | ANA LAA    | 38    | 128   | 116   | 7     | 26    | 6        | 0        | 0        | 32    | 15    | 3     | 0        | 0     | 1     | 7     | 3     | 4     | 11    | 3        | .224  | .289     | .276     | .565  |
| 2005       | ANA LAA    | 47    | 143   | 126   | 16    | 35    | 5        | 0        | 7        | 61    | 22    | 1     | 1        | 1     | 1     | 15    | 0     | 0     | 18    | 3        | .278  | .352     | .484     | .836  |
| 2006       | ANA LAA    | 29    | 88    | 79    | 6     | 12    | 2        | 0        | 1        | 17    | 6     | 0     | 1        | 2     | 0     | 7     | 0     | 0     | 13    | 2        | .152  | .221     | .215     | .436  |
| 2007       | ANA LAA    | 137   | 508   | 443   | 64    | 131   | 37       | 3        | 11       | 207   | 68    | 2     | 4        | 3     | 5     | 53    | 1     | 4     | 43    | 17       | .296  | .372     | .467     | .840  |
| 2008       | ANA LAA    | 100   | 398   | 373   | 47    | 107   | 24       | 0        | 12       | 167   | 54    | 2     | 1        | 0     | 2     | 18    | 3     | 5     | 23    | 14       | .287  | .327     | .448     | .775  |
| 2008       | ATL        | 43    | 175   | 152   | 18    | 36    | 4        | 1        | 2        | 48    | 20    | 0     | 0        | 0     | 1     | 18    | 2     | 4     | 16    | 4        | .237  | .331     | .316     | .647  |
| '08計      | ATL        | 143   | 573   | 525   | 65    | 143   | 28       | 1        | 14       | 215   | 74    | 2     | 1        | 0     | 3     | 36    | 5     | 9     | 39    | 18       | .272  | .328     | .410     | .738  |
| 2009       | ATL        | 87    | 336   | 298   | 28    | 84    | 20       | 0        | 6        | 122   | 41    | 0     | 0        | 0     | 3     | 32    | 6     | 3     | 28    | 7        | .282  | .354     | .409     | .764  |
| 2009       | BOS        | 39    | 95    | 87    | 9     | 19    | 3        | 0        | 1        | 25    | 7     | 1     | 0        | 0     | 0     | 7     | 0     | 1     | 14    | 4        | .218  | .284     | .287     | .572  |
| '09計      | BOS        | 126   | 431   | 385   | 37    | 103   | 23       | 0        | 7        | 147   | 48    | 1     | 0        | 0     | 3     | 39    | 6     | 4     | 42    | 11       | .268  | .339     | .382     | .721  |
| 2010       | SEA        | 125   | 457   | 414   | 37    | 90    | 20       | 1        | 9        | 139   | 51    | 0     | 0        | 0     | 5     | 35    | 6     | 3     | 57    | 15       | .217  | .280     | .336     | .616  |
| 2011       | TB         | 146   | 563   | 500   | 44    | 153   | 24       | 2        | 10       | 211   | 48    | 2     | 2        | 0     | 3     | 48    | 5     | 12    | 66    | 13       | .306  | .378     | .422     | .800  |
| 2012       | CLE        | 142   | 500   | 463   | 46    | 106   | 12       | 0        | 12       | 154   | 55    | 3     | 0        | 3     | 1     | 26    | 1     | 7     | 49    | 15       | .229  | .280     | .333     | .612  |
| 2013       | MIA        | 6     | 21    | 20    | 0     | 0     | 0        | 0        | 0        | 0     | 1     | 0     | 0        | 0     | 0     | 1     | 0     | 0     | 1     | 1        | .000  | .048     | .000     | .048  |
| 通算：10年 | 通算：10年 | 939   | 3412  | 3071  | 322   | 799   | 157      | 7        | 71       | 1183  | 388   | 14    | 9        | 9     | 22    | 267   | 27    | 43    | 339   | 98       | .260  | .326     | .385     | .711  |

- 2013年度シーズン終了時
- ANA（アナハイム・エンゼルス）は、2005年にLAA（ロサンゼルス・エンゼルス・オブ・アナハイム）に球団名を変更

### 背番号
- 35（2004年 - 2008年途中、2012年）
- 22（2008年途中 - 2009年途中）
- 11（2009年途中 - 同年終了、2011年）
- 13（2010年）
- 18（2013年）

### 代表歴
- 2015年パンアメリカン競技大会男子野球アメリカ合衆国代表